# Mohamed Sissoko
Mohamed Lamine Sissoko Gillan detto Momo (in arabo محمد سيسوكو‎?; Mont-Saint-Aignan, 22 gennaio 1985) è un ex calciatore francese naturalizzato maliano, di ruolo centrocampista.
È soprannominato la Piovra Nera per la sua grande abilità nel recuperare palloni in mezzo al campo.

## Biografia
Nato in Francia da genitori del Mali, Fatou e Mohamed, è l'ottavo di 15 fratelli, due dei quali sono anch'essi calciatori professionisti: Ibrahim e Abdoul Sissoko. È anche nipote di Salif Keïta, presidente della federcalcio maliana, e cugino di Seydou Keita, centrocampista che ha militato anche nel Barcellona e cugino di Oumar Sissoko. Si è diplomato in economia ed è sposato con Sokona, dalla quale ha avuto due figlie, Aicha e Sasia, e un figlio, Ismael.
Musulmano praticante, in un'intervista rilasciata a La Gazzetta dello Sport il 24 settembre 2008, in seguito all'opaca prestazione della domenica precedente contro il Cagliari, ha dichiarato che durante il periodo del Ramadan è sempre molto stanco a causa del digiuno che la sua religione gli impone dall'alba al tramonto.

## Caratteristiche tecniche
Giocava come mediano davanti alla difesa o come interno di centrocampo. All'inizio della carriera nell'Auxerre ricoprì il ruolo di attaccante, ma arrivato in Spagna al Valencia, mister Rafael Benítez ne capisce subito le potenzialità e inizia a farlo giocare nel ruolo in cui farà carriera. Era dotato di buona forza fisica, duro e combattivo sul terreno di gioco, grazie alle sue lunghe leve era molto abile nel recuperare il pallone in mezzo al campo; oltre a saper saltare in velocità gli avversari, era dotato anche di un tiro potente. Contrariamente a quanto si pensi, aveva di una discreta tecnica che gli permetteva di dare il via alle azioni della squadra; tutte queste caratteristiche lo portavano ad essere considerato uno dei migliori interditori in circolazione. Ai tempi del Liverpool è stato paragonato a Patrick Vieira per il fisico potente, il ruolo e la grande generosità in campo.

## Carriera

### Club

#### Auxerre e Valencia
Inizia la sua carriera nel 2002, a 17 anni, all'Auxerre, nella cui squadra giovanile realizza 50 gol in due stagioni. Non esordisce però nella prima squadra.
Nel 2003, a 18 anni, si trasferisce in Spagna al Valencia dove rimane due anni vincendo una Coppa UEFA, giocando 9 partite e realizzando anche 1 rete, una Supercoppa UEFA, durante la quale rimane però in panchina, e la Primera División nel 2004, con 21 presenze. In totale in partite ufficiali realizza 63 presenze e 1 rete. Di fatto esplode in terra valenciana anche grazie al sostegno dell'allenatore di allora, Rafael Benítez.

#### Liverpool
Nel 2005 approda al Liverpool dove ritrova l'allenatore che ha creduto in lui, Benítez. Anche nei Reds si mette in evidenza per le sue doti atletiche e agonistiche e, nonostante qualche cartellino giallo di troppo per i suoi tackle, diventa subito un beniamino del pubblico che spesso sventola bandiere del Mali in suo onore. Nella prima stagione riesce a trovare molto spazio, giocando anche nelle due finali di Supercoppa europea e di Coppa del mondo per club. A fine anno totalizza 45 presenze. Nel secondo anno in Inghilterra trova però meno spazio e conclude l'anno con 28 presenze.

Sissoko al Liverpool nel 2005

Nel febbraio del 2006, durante la gara di Champions League tra Liverpool e Benfica, in un'azione di gioco riceve un calcio sull'occhio destro dal portoghese Beto e viene portato fuori in barella: la retina è danneggiata e nei mesi seguenti si susseguono notizie incerte sul suo stato e si parla addirittura di perdita della vista dell'occhio colpito, ma dopo numerose operazioni si riprende completamente.
L'inizio della stagione 2007-2008 è molto travagliato, anche per l'arrivo in mezzo al campo di Javier Mascherano e di Lucas Leiva che lo superano nelle preferenze di Benítez. Nonostante questo riesce comunque a segnare il suo primo e unico gol con la maglia dei Reds, il 25 agosto 2007 nella gara di Premier League vinta per 2 a 0 contro il Sunderland, portando la squadra in vantaggio. Finisce i primi sei mesi della stagione con 10 presenze e 1 rete.

#### Juventus
A inizio 2008 dichiara di voler giocare con maggiore frequenza, sicché viene messo sul mercato dalla società con il benestare del tecnico dei Reds Rafael Benítez. Il successivo 29 gennaio si trasferisce quindi alla Juventus di Claudio Ranieri, l'allenatore che aveva lanciato Sissoko a Valencia, per 11 milioni di euro. L'esordio in Serie A con i bianconeri arriva il 3 febbraio nella partita contro il Cagliari. Il suo primo gol in bianconero, con una rovesciata, arriva nella partita del 2 marzo contro la Fiorentina, poi terminata 2-3. Rimedia il suo primo cartellino rosso contro la Sampdoria, durante l'ultima giornata. Termina la stagione 2007-2008 con 15 presenze e 1 rete, e con un posto da titolare nella formazione di Claudio Ranieri.
Nella seconda stagione in bianconero esordisce in Champions League con i torinesi, il 13 agosto 2008 nella gara di andata del terzo turno preliminare, vinta 4-0 contro l'Artmedia Bratislava. Mette a segno il suo primo gol stagionale in campionato contro il Cagliari il 1º febbraio, ripetendosi il 22 febbraio nella partita vinta 2-0 contro il Palermo, segnando un gol partendo da centrocampo. Una frattura al quinto metatarso del piede sinistro, procurata durante il derby della Mole contro il Torino il 7 marzo, subentrando a Christian Poulsen al 39' del secondo tempo, lo costringe però a chiudere anticipatamente la stagione. Colleziona dunque 21 presenze e 2 gol in campionato, 3 presenze in Coppa Italia e 8 presenze in Champions per un totale di 32 presenze e 2 gol.
Dopo sette mesi di stop viene convocato per la prima volta, nella stagione successiva, per la partita di campionato Juventus-Fiorentina del 17 ottobre, ma un altro infortunio lo tiene lontano dai campi di gioco fino al 22 novembre quando rientra nell'incontro casalingo contro l'Udinese (1-0).
Colleziona dunque 17 presenze in campionato, 6 nelle coppe europee (4 in Champions League e 2 in Europa League) e 1 in Coppa Italia per un totale di 24 presenze.
Nella stagione 2010-11, decide di vestire la maglia numero 5, lasciata vacante da Fabio Cannavaro. In questa stagione trova meno spazio rispetto agli anni precedenti, venendo spesso utilizzato dal nuovo tecnico Luigi Delneri solo a partita in corso, preferendogli spesso come titolare il brasiliano Felipe Melo. Il 1º marzo 2011 è stato sottoposto a un intervento artroscopico di regolarizzazione della cartilagine del ginocchio sinistro, riportando così uno stop di circa tre mesi e finendo di conseguenza la sua quarta stagione in bianconero. Colleziona dunque 18 presenze in campionato, 10 in Europa League e 1 in Coppa Italia per un totale di 29 presenze.

#### Paris SG e Fiorentina
Il 28 luglio 2011 viene acquistato per 8 milioni di euro dal Paris Saint-Germain.
Il 31 gennaio 2013, ultimo giorno di calciomercato, viene ceduto in prestito con diritto di riscatto fissato a 3,5 milioni di euro alla Fiorentina. Esordisce in maglia viola il 17 febbraio nella gara di campionato Fiorentina-Inter 4-1 entrando al 69' al posto di David Pizarro. Esordisce dal primo minuto il 13 aprile contro l'Atalanta.
Scaduto il prestito, fa ritorno al Paris Saint-Germain, ma vedendosi fuori dai piani societari, rescinde il suo contratto con la squadra rimanendo svincolato.

#### Ultimi anni
Il 30 gennaio 2014 viene ingaggiato dal Levante, club militante nella Liga, firmando fino a fine stagione.
Il 25 giugno 2015 firma con lo Shanghai Shenhua, club militante in Chinese Super League, da cui rescinde il 20 febbraio 2016.
Durante un periodo di prova con il West Bromwich, il 12 settembre 2016 gioca una sola partita tra le file della formazione Under 23, che disputa la Professional Development League, una sorta di Premier League 2, campionato finalizzato all'introduzione dei giovani calciatori nel mondo professionistico. Purtroppo non supera le aspettative del club, rimanendo svincolato.
Il 1º ottobre successivo viene tesserato dal Pune City, squadra partecipante all'Indian Super League. Dopo essere rimasto svincolato, il 17 febbraio 2017 si lega alla Ternana, militante in Serie B; tuttavia il successivo 12 marzo, dopo appena 1 presenza da subentrato, rescinde il suo accordo con la squadra umbra. Il 14 aprile 2017 firma quindi con il Mitra Kukar, formazione della prima divisione indonesiana.
Il successivo 2 dicembre si trasferisce all'Atlético San Luis, squadra messicana militante in Liga de Ascenso, fino al termine della stagione.
Il 5 luglio 2018 firma con il Kitchee, società di Hong Kong.
Il 16 gennaio 2019, chiusa l'esperienza orientale e rimasto svincolato, fa ritorno in Francia, tra le file del Sochaux, club di Ligue 2, con cui firma un contratto di sei mesi.
Il 13 gennaio 2020 annuncia il suo ritiro dal calcio giocato.

### Nazionale
È nato in Francia ma, grazie alle origini maliane della sua famiglia, ha scelto di far parte della nazionale di quest'ultimo Paese, debuttando a livello di Nazionale maggiore il 19 novembre 2003 in un'amichevole contro il Marocco.
È stato uno dei giocatori chiave della nazionale che ha raggiunto le semifinali della Coppa d'Africa 2004, giocando tutte e cinque le partite e segnando un gol. Ha inoltre fatto parte della squadra olimpica alle Olimpiadi di Atene 2004, che è uscita ai quarti eliminata dall'Italia.
Il suo Mali ha partecipato alla Coppa d'Africa 2008 ed è stato eliminato alla prima fase dalla Costa d'Avorio; questo gli ha permesso di esordire prima con la nuova maglia bianconera.

## Statistiche

### Presenze e reti nei club
Statistiche aggiornate al 17 gennaio 2019.
| Stagione            | Squadra             | Campionato       | Campionato | Campionato | Coppe nazionali | Coppe nazionali | Coppe nazionali | Coppe continentali | Coppe continentali | Coppe continentali | Altre coppe | Altre coppe | Altre coppe | Totale | Totale |
| Stagione            | Squadra             | Comp             | Pres       | Reti       | Comp            | Pres            | Reti            | Comp               | Pres               | Reti               | Comp        | Pres        | Reti        | Pres   | Reti   |
| ------------------- | ------------------- | ---------------- | ---------- | ---------- | --------------- | --------------- | --------------- | ------------------ | ------------------ | ------------------ | ----------- | ----------- | ----------- | ------ | ------ |
| 2003-2004           | Valencia            | PD               | 21         | 0          | CR              | 4               | 0               | CU                 | 9                  | 1                  |             | -           | -           | 34     | 1      |
| 2004-2005           | Valencia            | PD               | 24         | 0          | CR              | 0               | 0               | UCL+CU             | 4+1                | 0+0                | SS+SU       | 0+1         | 0           | 30     | 0      |
| Totale Valencia     | Totale Valencia     | Totale Valencia  | 45         | 0          |                 | 4               | 0               |                    | 14                 | 1                  |             | 1           | 0           | 64     | 1      |
| 2005-2006           | Liverpool           | PL               | 26         | 0          | FACup+CdL       | 6+0             | 0               | UCL                | 10                 | 0                  | SU+Cmc      | 1+2         | 0           | 45     | 0      |
| 2006-2007           | Liverpool           | PL               | 16         | 0          | FACup+CdL       | 0+2             | 0               | UCL                | 9                  | 0                  | CS          | 1           | 0           | 28     | 0      |
| 2007-gen. 2008      | Liverpool           | PL               | 9          | 1          | FACup+CdL       | 0+2             | 0               | UCL                | 3                  | 0                  |             | -           | -           | 14     | 1      |
| Totale Liverpool    | Totale Liverpool    | Totale Liverpool | 51         | 1          |                 | 10              | 0               |                    | 22                 | 0                  |             | 4           | 0           | 87     | 1      |
| gen.-giu. 2008      | Juventus            | A                | 15         | 1          | CI              | 0               | 0               |                    | -                  | -                  |             | -           | -           | 15     | 1      |
| 2008-2009           | Juventus            | A                | 21         | 2          | CI              | 3               | 0               | UCL                | 8                  | 0                  |             | -           | -           | 32     | 2      |
| 2009-2010           | Juventus            | A                | 17         | 0          | CI              | 1               | 0               | UCL+UEL            | 2+4                | 0                  |             | -           | -           | 24     | 0      |
| 2010-2011           | Juventus            | A                | 18         | 0          | CI              | 1               | 0               | UEL                | 10                 | 0                  |             | -           | -           | 29     | 0      |
| Totale Juventus     | Totale Juventus     | Totale Juventus  | 71         | 3          |                 | 5               | 0               |                    | 24                 | 0                  |             |             |             | 100    | 3      |
| 2011-2012           | Paris Saint-Germain | L1               | 25         | 2          | CF+CdlL         | 2+0             | 0               | UEL                | 3                  | 0                  |             | -           | -           | 30     | 2      |
| 2012-gen. 2013      | Paris Saint-Germain | L1               | 3          | 0          | CF+CdlL         | 0+1             | 0               | UCL                | 3                  | 0                  |             | -           | -           | 7      | 0      |
| Totale Paris SG     | Totale Paris SG     | Totale Paris SG  | 28         | 2          |                 | 3               | 0               |                    | 6                  | 0                  |             | -           | -           | 37     | 2      |
| gen.-giu. 2013      | Fiorentina          | A                | 5          | 0          | CI              | -               | -               |                    | -                  | -                  |             | -           | -           | 5      | 0      |
| gen.-giu. 2014      | Levante             | PD               | 10         | 0          | CR              | -               | -               |                    | -                  | -                  |             | -           | -           | 10     | 0      |
| 2014-2015           | Levante             | PD               | 21         | 0          | CR              | 0               | 0               |                    | -                  | -                  |             | -           | -           | 21     | 0      |
| Totale Levante      | Totale Levante      | Totale Levante   | 31         | 0          |                 | 0               | 0               |                    | -                  | -                  |             | -           | -           | 31     | 0      |
| 2015                | Shanghai Shenhua    | CSL              | 10         | 1          | CdC             | 5               | 0               |                    | -                  | -                  |             | -           | -           | 15     | 1      |
| set. 2016           | West Bromwich U23   | PL2              | 1          | 0          | -               | -               | -               | -                  | -                  | -                  | -           | -           | -           | 1      | 0      |
| ott. 2016-gen. 2017 | Pune City           | ISL              | 13         | 2          |                 | -               | -               |                    | -                  | -                  |             | -           | -           | 13     | 2      |
| feb.-mar. 2017      | Ternana             | B                | 1          | 0          | CI              | -               | -               |                    | -                  | -                  |             | -           | -           | 1      | 0      |
| mar.-nov. 2017      | Mitra Kukar         | SL               | 26         | 5          |                 | -               | -               |                    | -                  | -                  |             | -           | -           | 26     | 5      |
| dic. 2017-2018      | Atlético San Luis   | LMX              | 6          | 1          | CM              | 1               | 0               |                    | -                  | -                  |             | -           | -           | 7      | 1      |
| lug.-ott. 2018      | Kitchee             | HKPL             | 3          | 0          | HKFACup+SC      | -               | -               | ACL                | -                  | -                  | HKCS+HKCC   | -           | -           | 3      | 0      |
| gen.-giu. 2019      | Sochaux             | L2               | -          | -          | CF+CdL          | -               | -               |                    | -                  | -                  |             | -           | -           | -      | -      |
| Totale carriera     | Totale carriera     | Totale carriera  | 277        | 15         |                 | 28              | 0               |                    | 66                 | 1                  |             | 5           | 0           | 376    | 16     |

### Cronologia presenze e reti in Nazionale
| Cronologia completa delle presenze e delle reti in nazionale ― Mali | Cronologia completa delle presenze e delle reti in nazionale ― Mali | Cronologia completa delle presenze e delle reti in nazionale ― Mali | Cronologia completa delle presenze e delle reti in nazionale ― Mali | Cronologia completa delle presenze e delle reti in nazionale ― Mali | Cronologia completa delle presenze e delle reti in nazionale ― Mali | Cronologia completa delle presenze e delle reti in nazionale ― Mali | Cronologia completa delle presenze e delle reti in nazionale ― Mali |
| Data                                                                | Città                                                               | In casa                                                             | Risultato                                                           | Ospiti                                                              | Competizione                                                        | Reti                                                                | Note                                                                |
| ------------------------------------------------------------------- | ------------------------------------------------------------------- | ------------------------------------------------------------------- | ------------------------------------------------------------------- | ------------------------------------------------------------------- | ------------------------------------------------------------------- | ------------------------------------------------------------------- | ------------------------------------------------------------------- |
| 19-11-2003                                                          | Casablanca                                                          | Marocco                                                             | 0 – 1                                                               | Mali                                                                | Amichevole                                                          | -                                                                   |                                                                     |
| 26-1-2004                                                           | Bizerte                                                             | Mali                                                                | 3 – 1                                                               | Kenya                                                               | Coppa d'Africa 2004 - 1º turno                                      | 1                                                                   |                                                                     |
| 30-1-2004                                                           | Tunisi                                                              | Mali                                                                | 3 – 1                                                               | Burkina Faso                                                        | Coppa d'Africa 2004 - 1º turno                                      | -                                                                   | 60’                                                                 |
| 2-2-2004                                                            | Tunisi                                                              | Mali                                                                | 1 – 1                                                               | Senegal                                                             | Coppa d'Africa 2004 - 1º turno                                      | -                                                                   | 20’ 77’                                                             |
| 7-2-2004                                                            | Tunisi                                                              | Mali                                                                | 2 – 1                                                               | Guinea                                                              | Coppa d'Africa 2004 - Quarti di finale                              | -                                                                   | 61’                                                                 |
| 13-2-2004                                                           | Monastir                                                            | Mali                                                                | 1 – 2                                                               | Nigeria                                                             | Coppa d'Africa 2004 - Finale 3º posto                               | -                                                                   | 90+2’                                                               |
| 28-4-2004                                                           | Tunisi                                                              | Tunisia                                                             | 1 – 0                                                               | Mali                                                                | Amichevole                                                          | -                                                                   | 87’                                                                 |
| 6-6-2004                                                            | Monrovia                                                            | Liberia                                                             | 1 – 0                                                               | Mali                                                                | Qual. Mondiali 2006                                                 | -                                                                   | 60’ 65’                                                             |
| 19-6-2004                                                           | Bamako                                                              | Mali                                                                | 1 – 1                                                               | Zambia                                                              | Qual. Mondiali 2006                                                 | -                                                                   | 47’                                                                 |
| 5-9-2004                                                            | Bamako                                                              | Mali                                                                | 2 – 2                                                               | Senegal                                                             | Qual. Mondiali 2006                                                 | -                                                                   | 82’                                                                 |
| 10-10-2004                                                          | Lome                                                                | Togo                                                                | 1 – 0                                                               | Mali                                                                | Qual. Mondiali 2006                                                 | -                                                                   | 42’                                                                 |
| 27-3-2005                                                           | Bamako                                                              | Mali                                                                | 1 – 2                                                               | Togo                                                                | Qual. Mondiali 2006                                                 | -                                                                   | 78’                                                                 |
| 3-9-2005                                                            | Bamako                                                              | Mali                                                                | 2 – 0                                                               | Rep. del Congo                                                      | Qual. Mondiali 2006                                                 | 1                                                                   |                                                                     |
| 8-10-2005                                                           | Dakar                                                               | Senegal                                                             | 3 – 0                                                               | Mali                                                                | Qual. Mondiali 2006                                                 | -                                                                   | 25’ 53’                                                             |
| 28-5-2006                                                           | Casablanca                                                          | Marocco                                                             | 0 – 1                                                               | Mali                                                                | Amichevole                                                          | -                                                                   |                                                                     |
| 16-8-2006                                                           | Narbonne                                                            | Tunisia                                                             | 0 – 1                                                               | Mali                                                                | Amichevole                                                          | -                                                                   | Uscita                                                              |
| 7-10-2006                                                           | Bamako                                                              | Mali                                                                | 1 – 0                                                               | Togo                                                                | Qual. Coppa d'Africa 2008                                           | -                                                                   |                                                                     |
| 25-3-2007                                                           | Bamako                                                              | Mali                                                                | 1 – 1                                                               | Benin                                                               | Qual. Coppa d'Africa 2008                                           | -                                                                   | 73’                                                                 |
| 12-10-2007                                                          | Lomé                                                                | Togo                                                                | 0 – 2                                                               | Mali                                                                | Qual. Coppa d'Africa 2008                                           | -                                                                   | 71’                                                                 |
| 10-1-2008                                                           | Abu Dhabi                                                           | Egitto                                                              | 1 – 0                                                               | Mali                                                                | Amichevole                                                          | -                                                                   |                                                                     |
| 25-1-2008                                                           | Sekondi-Takoradi                                                    | Nigeria                                                             | 0 – 0                                                               | Mali                                                                | Coppa d'Africa 2008 - 1º turno                                      | -                                                                   | 81’                                                                 |
| 29-1-2008                                                           | Accra                                                               | Costa d'Avorio                                                      | 3 – 0                                                               | Mali                                                                | Coppa d'Africa 2008 - 1º turno                                      | -                                                                   | 46’                                                                 |
| 1-6-2008                                                            | Bamako                                                              | Mali                                                                | 4 – 2                                                               | Rep. del Congo                                                      | Qual. Mondiali 2010                                                 | -                                                                   | 37’ 75’                                                             |
| 19-8-2008                                                           | Mantes-la-Ville                                                     | Gabon                                                               | 1 – 0                                                               | Mali                                                                | Amichevole                                                          | -                                                                   |                                                                     |
| 7-9-2008                                                            | Brazzaville                                                         | Rep. del Congo                                                      | 1 – 0                                                               | Mali                                                                | Qual. Mondiali 2010                                                 | -                                                                   |                                                                     |
| 11-10-2008                                                          | Bamako                                                              | Mali                                                                | 2 – 1                                                               | Ciad                                                                | Qual. Mondiali 2010                                                 | -                                                                   | 32’                                                                 |
| 14-1-2010                                                           | Luanda                                                              | Mali                                                                | 0 – 1                                                               | Algeria                                                             | Coppa d'Africa 2010 - 1º turno                                      | -                                                                   | 66’                                                                 |
| 18-1-2010                                                           | Cabinda                                                             | Mali                                                                | 3 – 1                                                               | Malawi                                                              | Coppa d'Africa 2010 - 1º turno                                      | -                                                                   |                                                                     |
| 20-1-2013                                                           | Port Elizabeth                                                      | Mali                                                                | 1 – 0                                                               | Niger                                                               | Coppa d'Africa 2013 - 1º turno                                      | -                                                                   | 63’                                                                 |
| 24-1-2013                                                           | Port Elizabeth                                                      | Ghana                                                               | 1 – 0                                                               | Mali                                                                | Coppa d'Africa 2013 - 1º turno                                      | -                                                                   | 68’                                                                 |
| 28-1-2013                                                           | Durban                                                              | Mali                                                                | 1 – 1                                                               | Rep. del Congo                                                      | Coppa d'Africa 2013 - 1º turno                                      | -                                                                   | 72’                                                                 |
| 2-2-2013                                                            | Durban                                                              | Sudafrica                                                           | 1 – 1 dts (1 – 3 dtr)                                               | Mali                                                                | Coppa d'Africa 2013 - Quarti di finale                              | -                                                                   | 55’                                                                 |
| 6-2-2013                                                            | Durban                                                              | Nigeria                                                             | 4 – 0                                                               | Mali                                                                | Coppa d'Africa 2013 - Semifinale                                    | -                                                                   | 56’                                                                 |
| 24-3-2013                                                           | Kigali                                                              | Ruanda                                                              | 1 – 2                                                               | Mali                                                                | Qual. Mondiali 2014                                                 | -                                                                   | 80’                                                                 |
| Totale                                                              |                                                                     | Presenze                                                            | 34                                                                  |                                                                     | Reti                                                                | 2                                                                   |                                                                     |

| Cronologia completa delle presenze e delle reti in nazionale ― Mali olimpica | Cronologia completa delle presenze e delle reti in nazionale ― Mali olimpica | Cronologia completa delle presenze e delle reti in nazionale ― Mali olimpica | Cronologia completa delle presenze e delle reti in nazionale ― Mali olimpica | Cronologia completa delle presenze e delle reti in nazionale ― Mali olimpica | Cronologia completa delle presenze e delle reti in nazionale ― Mali olimpica | Cronologia completa delle presenze e delle reti in nazionale ― Mali olimpica | Cronologia completa delle presenze e delle reti in nazionale ― Mali olimpica |
| Data                                                                         | Città                                                                        | In casa                                                                      | Risultato                                                                    | Ospiti                                                                       | Competizione                                                                 | Reti                                                                         | Note                                                                         |
| ---------------------------------------------------------------------------- | ---------------------------------------------------------------------------- | ---------------------------------------------------------------------------- | ---------------------------------------------------------------------------- | ---------------------------------------------------------------------------- | ---------------------------------------------------------------------------- | ---------------------------------------------------------------------------- | ---------------------------------------------------------------------------- |
| 11-8-2004                                                                    | Volo                                                                         | Mali olimpica                                                                | 0 – 0                                                                        | Messico olimpica                                                             | Olimpiadi 2004 - 1º turno                                                    | -                                                                            |                                                                              |
| 14-8-2004                                                                    | Salonicco                                                                    | Corea del Sud olimpica                                                       | 3 – 3                                                                        | Mali olimpica                                                                | Olimpiadi 2004 - 1º turno                                                    | -                                                                            | 37’                                                                          |
| 17-8-2004                                                                    | Salonicco                                                                    | Grecia olimpica                                                              | 0 – 2                                                                        | Mali olimpica                                                                | Olimpiadi 2004 - 1º turno                                                    | -                                                                            |                                                                              |
| 21-8-2004                                                                    | Il Pireo                                                                     | Mali olimpica                                                                | 0 – 1 dts                                                                    | Italia olimpica                                                              | Olimpiadi 2004 - Quarti di finale                                            | -                                                                            | 27’                                                                          |
| Totale                                                                       |                                                                              | Presenze                                                                     | 4                                                                            |                                                                              | Reti                                                                         | 0                                                                            |                                                                              |

## Palmarès

### Club

#### Competizioni nazionali
- Campionato spagnolo: 1

Valencia: 2003-2004
- Coppa d'Inghilterra: 1

Liverpool: 2005-2006
- Community Shield: 1

Liverpool: 2006
- Supercoppa francese: 1

Paris SG: 2013

#### Competizioni internazionali
- Coppa UEFA: 1

Valencia: 2003-2004
- Supercoppa UEFA: 2

Valencia: 2004
Liverpool: 2005